# سلوانگ
سلوانگ (انگلیسی: Solvang) شرکت کشتیرانی نروژی است، که در سال ۱۹۳۶ تأسیس شد.